# Valiato de Konya
El valiato de Konya (en turco otomano: ولايت قونيه‎, romanizado: Vilâyet-i Konya) era una división administrativa de primer nivel (valiato) del Imperio otomano en Asia Menor que incluía la totalidad o partes de las antiguas regiones de Panfilia, Pisidia, Frigia, Licaonia, Cilicia y Capadocia.

## Demografía
A principios del siglo XX, según los informes, tenía un área de 91 620 km², mientras que los resultados preliminares del primer censo otomano de 1885 (publicado en 1908) dieron una población de 1 088 100. La precisión de las cifras de población varía de "aproximada" a "meramente conjetura" según la región de la que se obtuvieron. A partir de 1920, menos del 10% de la población fue descrita como cristiana, con la mayoría de las poblaciones cristianas junto al mar.

## Historia
Se formó en 1864 añadiendo al antiguo eyalato de Karamán la mitad occidental de Adana y parte del sureste de Anatolia.

## Economía
La población era en su mayor parte agrícola y pastoril . Las únicas industrias eran el tejido de alfombras y la fabricación de tejidos de algodón y seda. Había minas de cromo, mercurio, azufre, cinabrio, plomo argentífero y sal gema. Las principales exportaciones fueron sal, minerales, opio, algodón, cereales, lana y ganado; y las importaciones de tejidos, café, arroz y petróleo. El valiato fue atravesado por el ferrocarril de Anatolia y contenía la cabecera de la línea otomana desde Esmirna.

## Divisiones administrativas
Sanjacados del valiato:

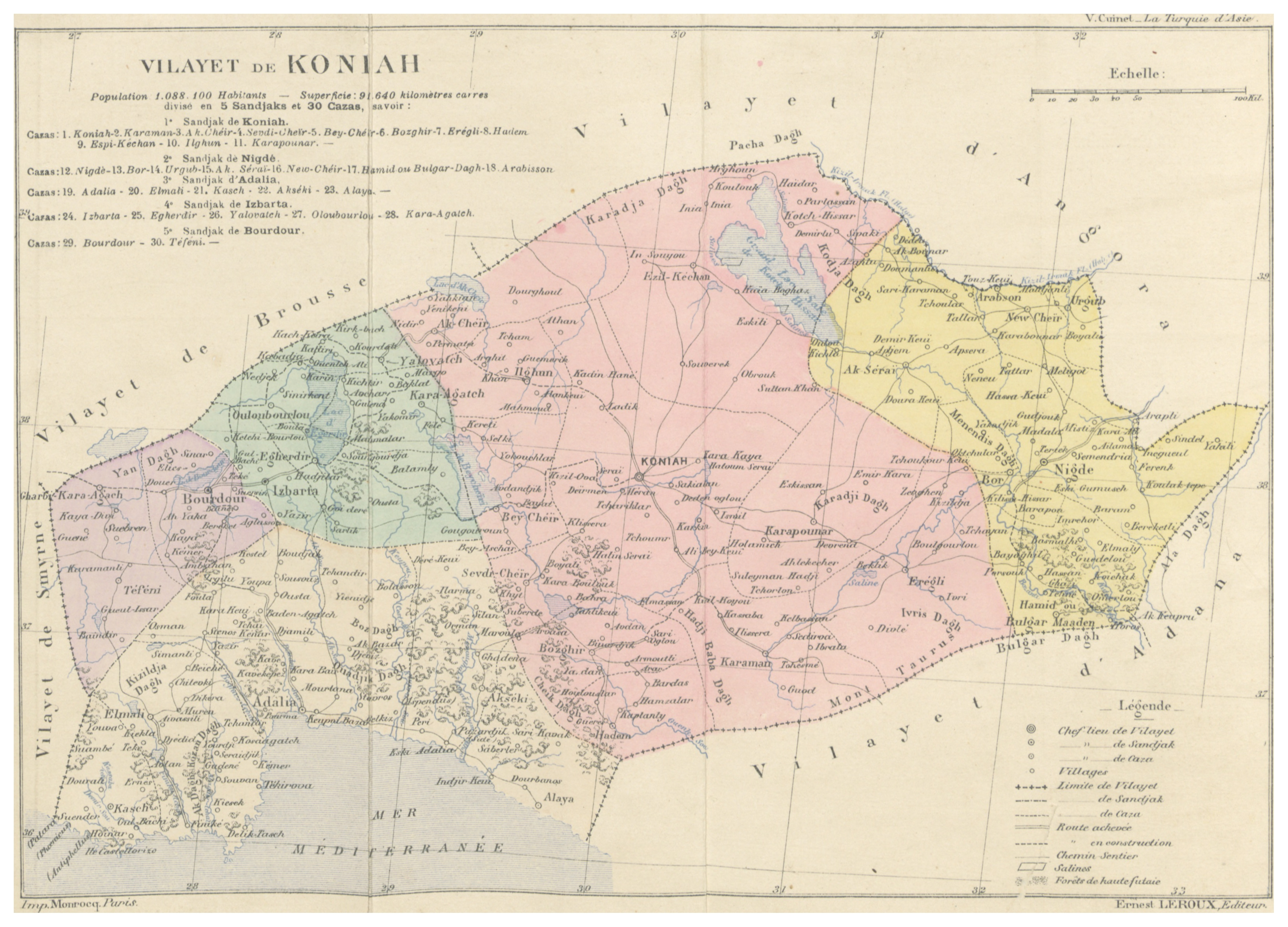
Organización territorial del Valiato de Konya en 1890

1. Sanjacado de Konya (Konya, Akşehir, Seydişehir, Ilgın, Bozkır, Karaman, Ereğli, Karapınar)
2. Sanjacado de Nigde (Niğde, Nevşehir, Ürgüp, Aksaray, Bor)
3. Sanjacado de Burdur (Isparta, Uluborlu, Eğirdir, Şarkikaraağaç, Yalvaç)
4. Sanjacado de Antalya (Teke) (Antalya, Elmalı, Alanya, Akseki, Kaş)
5. Sanjacado de Hamidabad